# Frenelles-en-Vexin
Frenelles-en-Vexin es una comuna nueva francesa situada en el departamento de Eure, de la región de Normandía.

## Historia
Fue creada el 1 de enero de 2019, en aplicación de una resolución del prefecto de Eure de 27 de noviembre de 2018 con la unión de las comunas de Boisemont, Corny y Fresne-l'Archevêque, pasando a estar el ayuntamiento en la antigua comuna de Boisemont.

## Demografía
Según los datos aportados en la resolución del prefecto de Eure, la comuna se crea con 1733 habitantes.

## Composición
| Comuna fusionada    | Código INSEE | Población (2016) | Superficie (km²) | Densidad (hab./km²) |
| ------------------- | ------------ | ---------------- | ---------------- | ------------------- |
| Boisemont           | 27070        | 750              | 13.22            | 57                  |
| Corny               | 27175        | 376              | 5.26             | 71                  |
| Fresne-l'Archevêque | 27270        | 562              | 10.58            | 53                  |